# Юган Карл Вільке
Ю́ган Карл Ві́льке (швед. Johan Carl Wilcke; 6 вересня 1732, Вісмар — 18 квітня 1796, Стокгольм) — шведський фізик.

## Життя
Вільке народився у Вісмарі в родині священика, який 1739 був призначений другим пастором Німецької церкви у Стокгольмі. Він пішов у Німецьку школу у Стокгольмі та був зарахований до Уппсальського університету у 1749 році. Декілька років, починаючи з 1751, провів мандруючи за кордоном і отримав ступінь магістра в Ростокському університеті у 1757 році, після публікації дисертації на тему De electricitatibus contrariis (пер. з лат. Протилежні електроенергії). У 1759 році він став першим лектором з експериментальної фізики у Шведській королівській академії наук. Ця посада була створена завдяки пожертві від багатого купця Себастьяна Тама та одного з членів академії. Він став титульним професором у 1770 та постійним секретарем Академії наук у 1784. Вільке помер у Стокгольмі у 1796 році.

## Діяльність
Двома основними напрямами наукових досліджень Вільке були електрика та теорія теплецю.
У 1757 році він виконав ряд дослідів із лейденською банкою. У 1758 спостерігав поляризацію діелектриків. У 1762 запропонував один з різновидів електростатичного генератора, який фактично являв собою першу версію електрофору. Даний прилад отримав свою нинішню назву і був в подальшому популяризований Алессандро Вольта у 1775 році. Цей винахід зіграв важливу роль на перших етапах розвитку наук про електрику.
1766 року Вільке створив першу карту магнітного нахиляння. Незалежно від А. Бругманса у 1778 висунув двохрідинну гіпотезу магнетизму.
У 1772 році Вільке виконав перші виміри теплоємностей твердих тіл і вирахував приховану теплоту льоду. Цього ж року здійснив перевірку формули температури суміші, повторивши досліди Ріхмана. Ним було запропоновано два підходи до вимірювання теплоємностей — метод змішування та метод, заснований на розтопленні льоду досліджуваним нагрітим тілом. Саме Вільке ввів у вжиток поняття «водяний еквівалент». В цілому, його внесок у даному напрямку сприяв створенню правильних уявлень про фізичний зміст калориметричних понять.
У 1789 році Вільке був обраний членом Лондонського королівського товариства.